# 邙山之战 (761年)
邙山之战是在唐安史之乱的战争中，唐军与史思明的燕军的一场会战。仆固怀恩对在河阳之战中取得大胜的李光弼心怀不满。史思明趁机用计挑拨唐军冒进，结果使唐军大败，丧失了河阳之战中取得的成果。